# Ulysses (New York)
Ulysses ist eine Kleinstadt (Town) im Tompkins County im US-Bundesstaat New York. Das U.S. Census Bureau hat bei der Volkszählung 2020 eine Einwohnerzahl von 4.890 ermittelt. Die Stadt ist nach dem Helden der Odyssee benannt.
Neben dem Taughannock Falls State Park sind auch das William Austin House, das Hermon Camp House, die First Presbyterian Church of Ulysses und die Second Baptist Society of Ulysses erwähnenswert.
Zur Gemeinde ca. 10 Kilometer nördlich von Ithaca gehört auch das Dorf (Village) Trumansburg mit knapp 2000 Einwohnern, sowie der Ortsteil Podunk.

## Persönlichkeiten
- John H. Camp (1840–1892), Politiker
- Oliver C. Comstock (1780–1860), Politiker
- Nicoll Halsey (1782–1865), Politiker
- John Garman Hertzler (* 1950), Schauspieler
- Mary Treat (1830–1923), Botanikerin und Entomologin